# Бутусов, Михаил Павлович
Михаил Павлович Бутусов (5 [18] июня 1900, Мышкин, Ярославская губерния — 11 апреля 1963, Ленинград) — российский, советский футболист, хоккеист и футбольный тренер. Заслуженный мастер спорта СССР (1934). Отличник физической культуры (1948).
Член знаменитой семьи братьев Бутусовых (остальные — Кирилл (1881—1947), Константин (1885—1942), Василий (1892—1971), Александр (1895—1942) и Павел (1898—1990)).

## Биография
Начал играть в футбол в 1912 году в команде «Унитас».
В 1918 году призван в Красную Армию. После демобилизации трудился на предприятиях Петрограда/Ленинграда.
Также продолжал свои выступления за петербургские (ленинградские) команды «Унитас», «Выборгский район „А“», «Пищевкус», «Динамо». Сыграл 6 матчей в первом чемпионате СССР (1936). 9 матчей, 9 голов в чемпионатах СССР среди сборных городов и республик.
Провел 2 матча за сборную СССР (3 гола) и 5 неофициальных матчей (1 гол). Всего за сборную СССР в матчах против сборных рабочих союзов, клубных команд забил 88 голов, за сборную РСФСР — более 50. Забил первый гол сборной СССР в официальных матчах.
Согласно данным футбольных историков забил
- в составе различных сборных РСФСР и СССР — не менее 150 голов
- в составе сборной Ленинграда (Петрограда) — не менее 64 голов
- в клубных чемпионатах Ленинграда (Петрограда) — не менее 89 голов

Всего, с учетом товарищеских матчей установлено не менее 423 забитых им голов.
В одном матче (по неполным данным) забивал
- 10 мячей — 1 раз (5 июня 1923 года в Выборге в составе сборной РСФСР в ворота клуба «Риенто»)
- 8 мячей — 2 раза (оба в официальных матчах: 29 мая 1927 года в составе «Пищевкуса» в ворота «Совторгслужащих» в чемпионате Ленинграда 1927 (весна) и 15 августа 1928 года в составе сборной Ленинграда в ворота сборной Урала в футбольном турнире Всесоюзной Спартакиады)
- 7 мячей — 1 раз
- 6 мячей — 2 раза
- 5 мячей — 6 раз

В составе ленинградского «Динамо» провёл 6 матчей в I чемпионате СССР по хоккею с мячом, забил 2 мяча.
С 1937 года — на тренерской работе. Работал с динамовскими коллективами разных городов, был главным тренером ленинградского «Зенита».
Скоропостижно скончался 11 апреля 1963 года. Похоронен на Шуваловском кладбище Санкт-Петербурга.

## Достижения
Футбол
- Чемпион РСФСР 1924, 1932
- Чемпион Ленинграда 1928, 1929, 1931, 1933, 1935
- Серебряный призёр чемпионатов СССР 1924, 1932, 1935
- Серебряный призёр чемпионатов РСФСР 1928, 1931
- В «44-х» и «33-х» (журнал «ФиС»)— № 1 (1928 и 1930)
- Лучший бомбардир турнира Всесоюзной Спартакиады 1928 — 13 мячей
- Лучший бомбардир в истории встреч сборных Ленинграда и Москвы — 22 мяча в 34 играх (1919—1935)

Хоккей с мячом
- Бронзовый призёр чемпионата СССР 1936
- Включён в список 22 лучших игроков сезона — 1936

## Награды
- Орден «Знак Почёта» (27.04.1957) — «за успехи, достигнутые в деле развития массового физкультурного движения в стране, повышения мастерства советских спортсменов, и успешное выступление на международных соревнованиях»

Могила Бутусова на Шуваловском кладбище Санкт-Петербурга.